# Volkshuis Vooruit
Het Volkshuis Vooruit is een pand op de Antwerpsesteenweg 65 in de Belgische gemeente Sint-Amandsberg. Het volkshuis werd in 1912 gebouwd door de Belgische socialistische coöperatie Samenwerkende Maatschappij Vooruit Nr. 1. De architect van het gebouw was Ferdinand Dierkens.

## Historische context

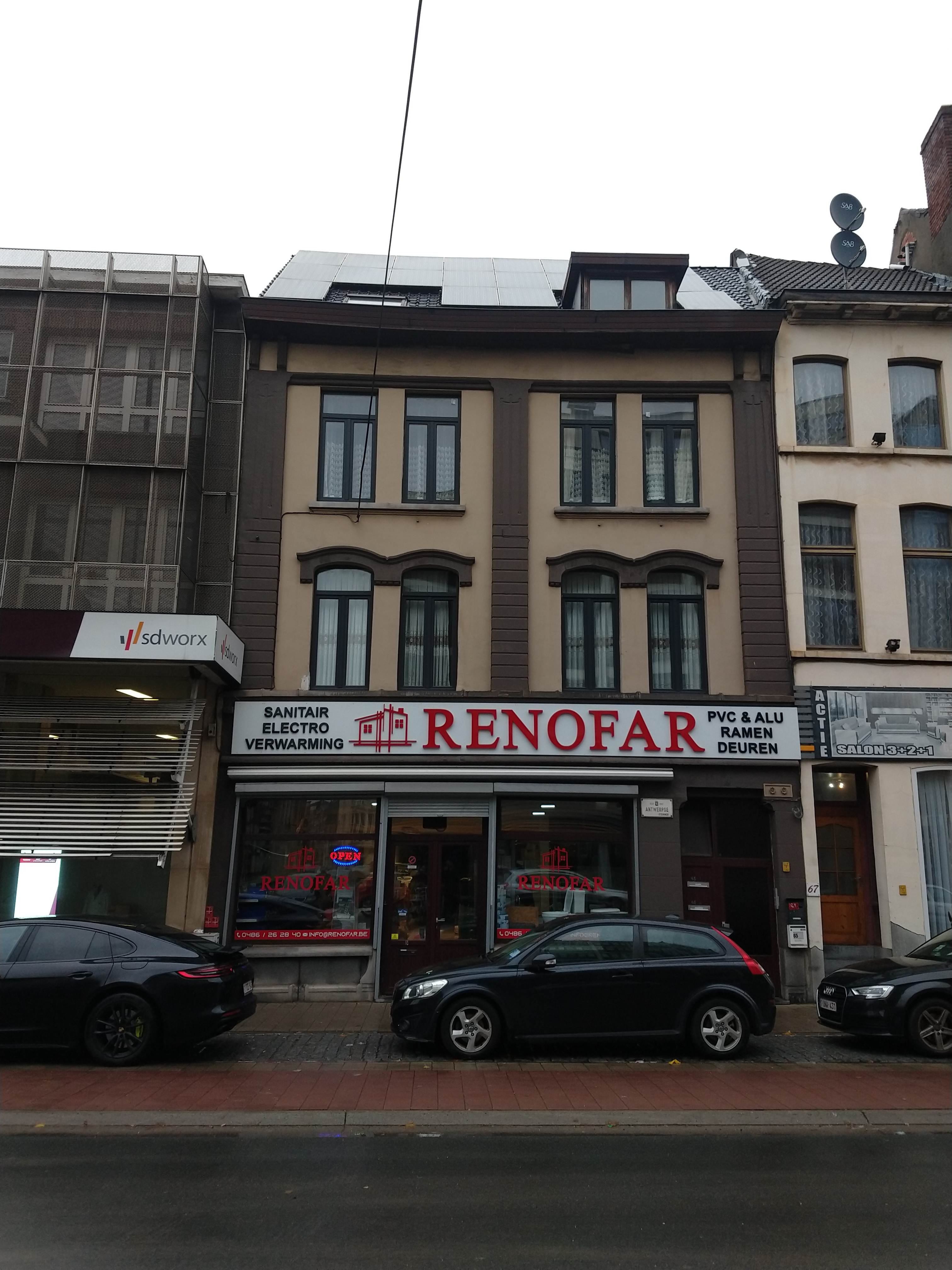
Huidige voorgevel van het voormalige Volkshuis Vooruit op de Antwerpsesteenweg 65, 9040 Sint-Amandsberg (foto, 2021).

Het ontstaan van het Volkshuis Vooruit in Sint-Amandsberg moeten we situeren in de opkomst en bloei van de socialistische coöperatie Samenwerkende Maatschappij Vooruit nr. 1. De in 1880 opgerichte S.M. Vooruit vormde de ruggengraat van de socialistische arbeidersbeweging in Gent en haar randgemeenten. Omdat de arbeidersorganisatie en de nood aan accommodatie steeds groter werden, bouwde de S.M. Vooruit net als andere coöperaties volkshuizen. Deze panden voorzagen een afgezonderde ruimte voor de veelzijdige bedrijvigheid van de coöperatie. Naast politieke evenementen waren er ook tal van culturele, educatieve, sociale en commerciële initiatieven in deze gebouwen. De dagelijkse gebruikspraktijken van de volkshuizen bestonden voornamelijk uit: kantoorruimtes voor aanverwante organisaties, winkels voor de coöperatie, sociale diensten, politieke bijeenkomsten, educatieve voordrachten en theater- of muziekvoorstellingen. De volkshuizen formuleerden een antwoord op de groeiende vraag van arbeiders naar een eigen en onafhankelijke plek in de publieke ruimte. Bijgevolg vormden deze gebouwen een uithangbord voor de socialistische arbeidersbeweging. Op deze manier trachtte de socialistische partij haar invloed in Gent en de randgemeenten te versterken. Het meest bekende voorbeeld van een socialistisch volkshuis in Gent was Ons Huis.
Het nieuwe bouwtype van de volkshuizen kende zijn bloeiperiode tijdens het Interbellum. Deze ontwikkeling verliep parallel met de groeiende macht van de arbeidersbeweging. Na de Tweede Wereldoorlog kwamen vele volkshuizen in de problemen. De opkomst van de welvaartsstaat en het stijgende betaalbare vrijetijdsaanbod maakten verschillende functies van het volkshuis overbodig. Vanaf de tweede helft van de twintigste eeuw werden vele panden verkocht, herbestemd of afgebroken.

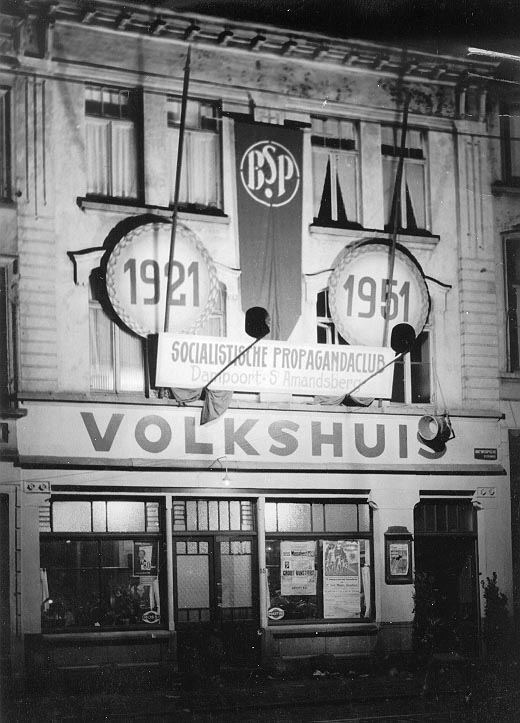
Volkshuis Sint-Amandsberg (Julien Trinquet, fotografische afdruk, Amsab-ISG, fo002744, 1951)

## Het gebouw
Volgens archiefbronnen bestond het Volkshuis Vooruit bij zijn realisatie uit een rijhuis van vier traveeën en drie bouwlagen, onder een pannen zadeldak. Deze ruimte omvatte een winkel, een koffiehuis en een feestzaal, goed voor een oppervlakte van 416 m². Het ontwerp en de vormgeving van het gebouw waren van de hand van Ferdinand Dierkens, ook wel gekend als de huisarchitect van S.M. Vooruit. Zo liet Dierkens de voorgevel optrekken in rode bakstenen en de vensters afdekken met ijzeren lateien. Het gelijkvloers van het volkshuis werd bekleed met natuursteen en de andere verdiepingen werden bepleisterd. De eerste bouwlaag bestaat nu nog steeds uit twee grote vitrines, waarboven er op de gevel ruimte voorzien is voor opschriften. Qua architecturale stijl sloot het werk van Dierkens het meest aan bij het eclecticisme, aangezien hij stijlelementen uit verschillende periodes in één gebouw samenbracht. Het Volkshuis Vooruit kunnen we bestempelen als een vorm van socialistische architectuur, aangezien zijn architect werkte aan een moderne interpretatie van architectuur, de geldende stijlnormen herinterpreteerde en consequent nieuwe constructiematerialen hanteerde. Anderzijds vertoonde dit pand op representatief vlak een gelijkaardige opbouw als katholieke en burgerlijke volkshuizen. De typische driedelige indeling bleef standhouden: de private achterkant, het semipublieke interieur en de uitermate publieke buitenkant of voorgevel.
Van het Volkshuis Vooruit in Sint-Amandsberg bleven enkel de voorgevel en een deel van de lambrisering over. Een origineel grondplan of een bouwaanvraag werden niet bewaard. Het pand wordt vandaag de dag op het gelijkvloers ingevuld als een sanitair- en doe-het-zelfwinkel, waar gereedschappen en diensten worden aangeboden. De overige verdiepen functioneren als woningen.